# Pont-canal de Minden
Le pont-canal de Minden est un pont-canal près de Minden, en Rhénanie-du-Nord-Westphalie (Allemagne). Il est en fait constitué de deux ponts-canaux parallèles, qui font passer le Mittellandkanal au-dessus de la Weser. Le plus ancien des deux ponts n'est plus utilisé pour la navigation. C'est, après le pont-canal de Magdebourg, le deuxième plus long pont-canal d'Europe.
Le pont-canal fait partie d'un carrefour de voies d'eau (allemand : Wasserstraßenkreuz Minden) : le Mittellandkanal est en effet relié à la Weser par deux branches.

## Le pont-canal

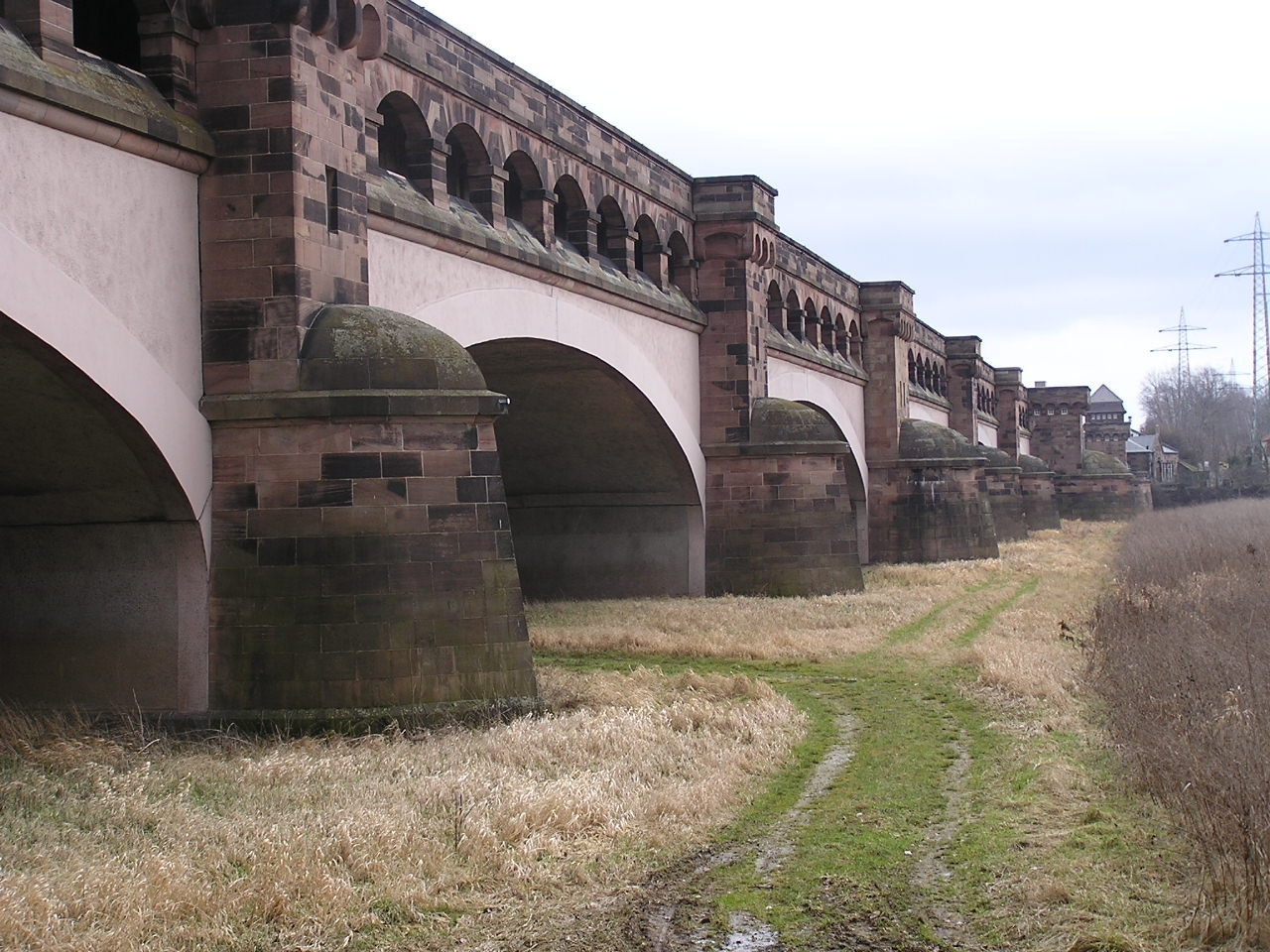
Le vieux pont-canal

### Ancien pont
Le premier pont-canal, au-dessus de la Weser, fut construit en 1914. C'est une construction en béton d'une longueur de 370 m. En 1945, à la fin de la Seconde Guerre mondiale, il fut détruit par l'armée allemande qui battait en retraite. En 1949, le pont rénové fut remis en service.

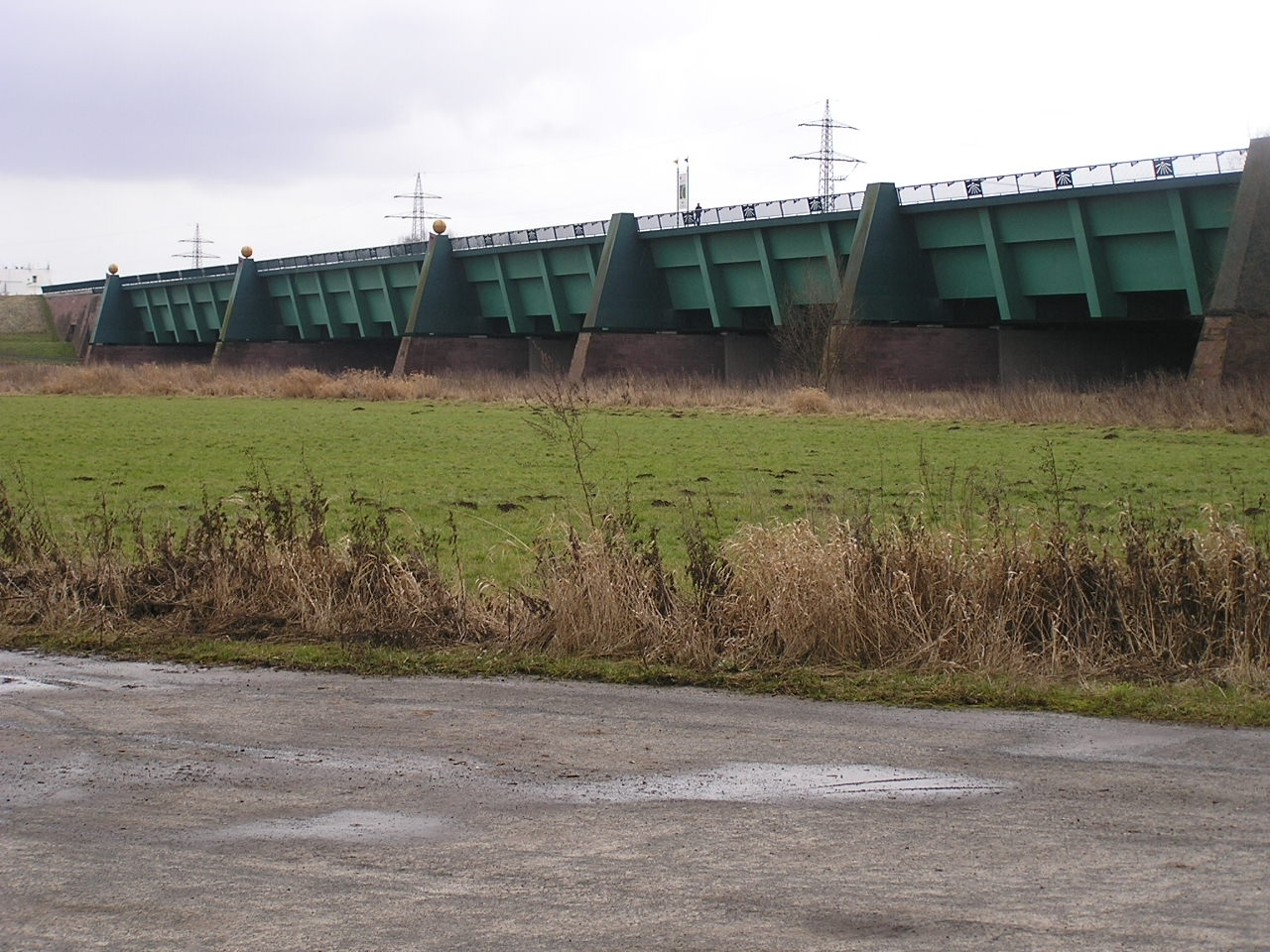
Le nouveau pont-canal vu du nord

### Nouveau pont
Le tonnage des bateaux grandissant au fil des ans, le canal devint trop petit. En 1993, les travaux de construction d'un nouveau pont débutèrent ; c'est un pont d'acier, qui fut mis en service en 1998.

## Connexion nord du canal
La connexion nord du canal est, à l'est du pont-canal, le plus court lien entre le Mittellandkanal et la Weser. Sa longueur de 1,2 km rend possible l'approche de l'Abstiegsthafen.